# 1992 UG3
1992 UG3 är en asteroid i huvudbältet, som upptäcktes den 24 oktober 1992 av den japanske amatörastronomen Atsushi Sugie i Dynic-observatoriet.
Asteroiden har en diameter på ungefär 6 kilometer och den tillhör asteroidgruppen Koronis.